# Malmedy

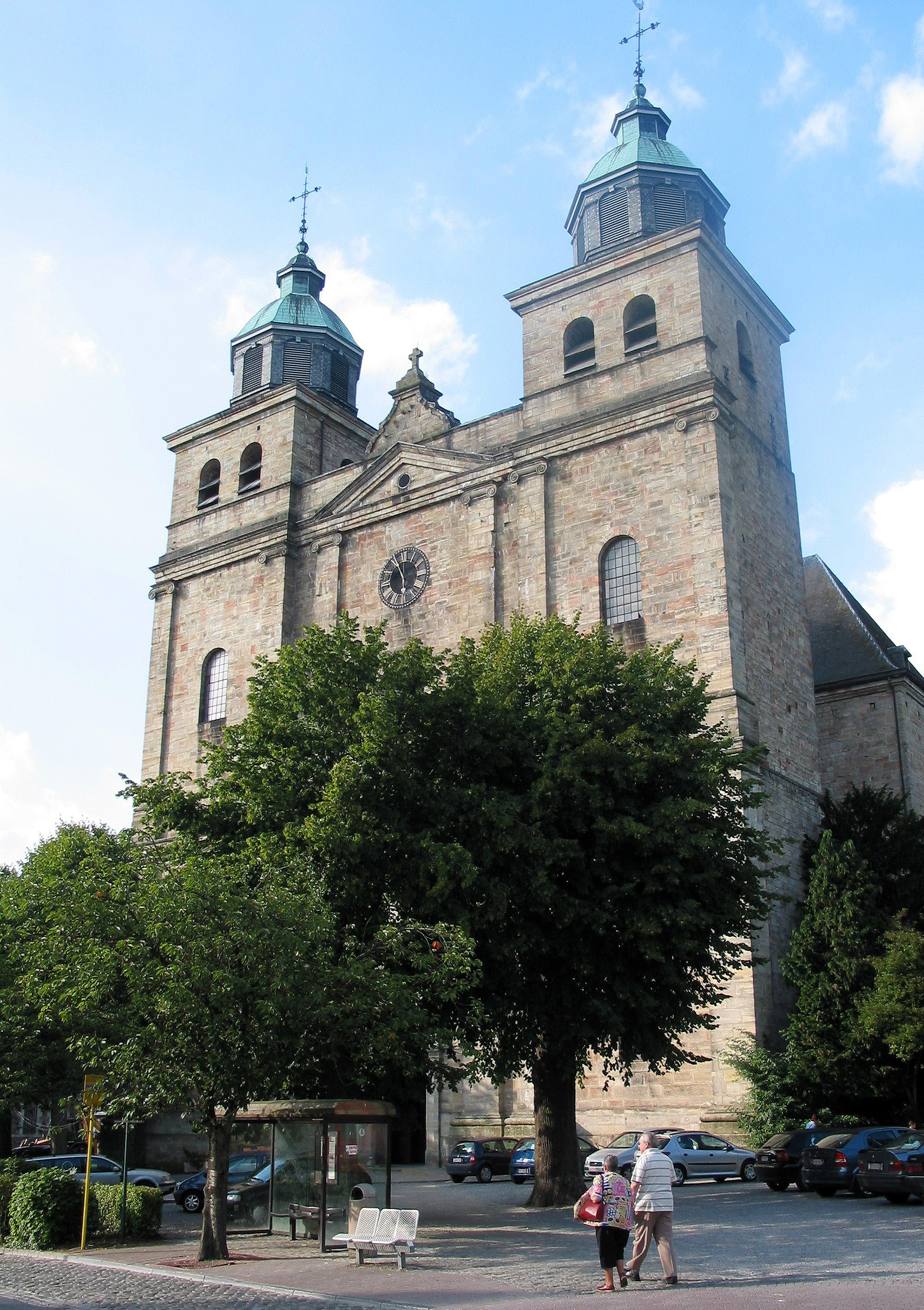
Giáo đường Malmedy xây năm 1777

Malmedy là một thị trấn của Bỉ. Thị trấn này là một địa hạt hành chính của cộng đồng nói tiếng Đức và là một vùng đa ngữ bắt buộc, nằm trong tỉnh Liege thuộc vùng Wallonie (vùng ngôn ngữ tiếng Pháp tại Bỉ). Tại thời điểm ngày 1 tháng 1 năm 2006 Malmedy có tổng dân số 11.829 người. Tổng diện tích là 99,96 km² với mật độ dân số 118 người trên mỗi km².